# Al-Istibsar
al-Istibsar (arabisch الاستبصار al-Istibṣār ‚Die Betrachtung‘) ist eine schiitische Hadith-Sammlung, die zu den Vier Büchern (al-Kutub al-arbaʿa) und damit zu den bekanntesten Sammlungen von Überlieferungen der Schiiten zählt. Das 5511 Überlieferungen enthaltende Werk stammt von Mohammad Ibn Hassan Tusi (995 – ~1068), der als Scheich Tusi bekannt ist.
Das Werk war als eine kürzere und handlichere Sammlung von Überlieferungen als sein Tahdhib al-Ahkam für das praktische Leben gedacht, als Einstieg für Anfänger eines religiösen Studiums. Es wird oft als Zusammenfassung des umfangreicheren Werkes betrachtet. Im Gegensatz zu diesem werden immer die vollständige Kette der Überlieferer (isnād) eines Hadith angegeben.